# Denis Bahtijarević
Denis Bahtijarević, född 12 juli 1971 i Jajce, SFR Jugoslavien, är en bosnisk-svensk handbollstränare och tidigare handbollsspelare (högersexa).

## Klubbar som spelare
- IF Guif (1991–1999)
- TuS Nettelstedt (1999–2001)
- BM Granollers (2001–2004)
- Lavadores Vigo (2004–2005)
- VfL Gummersbach (2005–2006)
- IFK Trelleborg (2006–2009)
- HSG Ostsee N/G (2015–2016)

## Tränaruppdrag
- IFK Trelleborg (2009–okt 2010)
- Anderstorps SK (2011–2012)
- VfL Gummersbach (U19-laget, 2012–2017)
- VfL Gummersbach (U23-laget, dec 2015–nov 2017)
- VfL Gummersbach (nov 2017–2019)
- Örebro SK (2021–)